# San Diego de Alcalá
San Diego de Alcalá är en ort i Mexiko.   Den ligger i kommunen Aldama och delstaten Chihuahua, i den nordvästra delen av landet, 1 200 km nordväst om huvudstaden Mexico City. San Diego de Alcalá ligger 1 128 meter över havet och antalet invånare är 130.
Terrängen runt San Diego de Alcalá är platt. Runt San Diego de Alcalá är det mycket glesbefolkat, med 4 invånare per kvadratkilometer. Närmaste större samhälle är Salón de Actos, 11,0 km söder om San Diego de Alcalá. Omgivningarna runt San Diego de Alcalá är i huvudsak ett öppet busklandskap.